# Йоун Даді Бедварссон
Заголовок цієї статті — це ісландське ім'я, де Йоун Даді — особове ім'я, а Бедварссон — ім'я по батькові. 
Йоун Даді Бедварссон (ісл. Jón Daði Böðvarsson, нар. 25 травня 1992, Сельфосс) — ісландський футболіст, нападник англійського клубу «Болтон» і національної збірної Ісландії. Онук ісландської письменниці, художниці, світської левиці і моделі XX століття Асти Сігурдардоттір.

## Клубна кар'єра
У дорослому футболі дебютував виступами за команду «Сельфосс», що грала в другому за значимістю дивізіоні Ісландії, в якій провів два сезони, взявши участь у 37 матчах чемпіонату. Більшість часу, проведеного у складі «Сельфосса», був основним гравцем команди. Ісландська преса в 2010 році називала Йоуна Даді одним з найперспективніших гравців Ісландії.
У 2011 році його запросив до себе на півроку як гравця оренди клуб Першого дивізіону Данії «Орхус». Проте в данському клубі виступав виключно за молодіжну команду. В результаті в кінці чемпіонату він вирішив повернутися в рідний клуб, де дуже успішно показав себе протягом сезону 2011 року, допомігши команді вийти у елітний дивізіон, де провів повний сезон 2012 року, зігравши 22 матчі, в яких забив 7 голів.
В кінці 2012 року Йоун підписав контракт з норвезьким «Вікінгом» і за три сезони відіграв за команду зі Ставангера 81 матч в національному чемпіонаті.
У січні 2016 року уклав контракт з клубом другої німецької Бундесліги «Кайзерслаутерн», за який зіграв до кінця сезону у 15 матчах чемпіонату, забивши 2 гол, після чого відправився до Англії і у сезоні 2016/17 грав у клубі «Вулвергемптон Вондерерз». Незважаючи на те, що він був улюбленцем уболівальників «вовків», 14 липня 2017 року він перейшов в інший клуб Чемпіоншипу «Редінг», підписавши трирічну угоду. Станом на 15 травня 2018 року відіграв за клуб з Редінга 27 матчі в національному чемпіонаті.

## Виступи за збірні
2009 року дебютував у складі юнацької збірної Ісландії, взяв участь у 7 іграх на юнацькому рівні, відзначившись одним забитим голом.
Протягом 2011—2012 років залучався до складу молодіжної збірної Ісландії. На молодіжному рівні зіграв у 12 офіційних матчах, забив 2 голи.
Став одним з наймолодших гравців, які дебютували у складі національної збірної Ісландії, за яку дебютував в 20 років, вийшовши на заміну на 80-й хвилині товариського матчу проти Андорри на стадіоні «Комуналь-Айшовалль» 14 листопада 2012 року. Наразі провів у формі головної команди країни 36 матчів, забивши 2 голи.
У складі збірної був учасником чемпіонату Європи 2016 року у Франції та чемпіонату світу 2018 року у Росії.